# Факел (футбольный клуб, Воронеж)
«Фа́кел» — российский профессиональный футбольный клуб из Воронежа. Основан в 1947 году. Современное название клуб получил в 1977 году. Выступал в Высшей лиге СССР в 1961 и 1985 годах, также в Высшей лиге России 1992, 1997, 2000, 2001, 2022/23, 2023/24 и 2024/25. С сезона 2025/26 выступает в Первой лиге. Победитель Первенства СССР среди команд Первой лиги 1984 года, трёхкратный победитель Первенства России среди команд Второго дивизиона (1994, 2004, 2014/15). Полуфиналист кубка СССР 1984 года.

## Прежние названия
- 1947—1952 — команда Сталинского района («Крылья Советов»)
- 1954—1958 — команда города Воронежа («Крылья Советов»)
- 1959—1976 — «Труд»
- 1977 — июнь 1992 — «Факел»
- 1992, июнь — ноябрь — «Факел-Профус»
- 1992, ноябрь — 2001 — «Факел»
- 2002, март—июнь — «Воронеж»
- 2002, июнь — 2003 — «Факел-Воронеж»
- 2004—2008 — «Факел»
- 2009 — «Факел-Воронеж»*
- с 2010 — «Факел»

Примечание. В конце 2009 года было принято решение о воссоздании «Факела» на базе клуба «Факел-Воронеж».

## История клуба

### 1933—1946. Время становления и испытаний
В 1933 году при авиационном заводе № 18 имени К. Е. Ворошилова была основана заводская команда «Завод имени Ворошилова» (позднее «Крылья Советов» Воронеж). Команда выступала в Кубке СССР 1938 года, становилась чемпионом Воронежа (1940), Воронежской области (1940) и первенства Центрального совета добровольного спортивного общества «Крылья Советов» (1939). В 1942 году завод вместе с командой был эвакуирован в Куйбышев. Часть игроков воронежского коллектива перешла в создаваемую команду «Крылья Советов» (Куйбышев), а остальные продолжили выступать за свою команду. Команда существовала до 1946 года.

### 1947—1969. Период послевоенного восстановления и подъёма
В 1947 году спортивным обществом «Крылья Советов» воронежского завода ВАСО, возвращённым из эвакуации на время Великой Отечественной войны из Куйбышева, воссоздана, футбольная команда. Коллектив получил название «Крылья Советов», но из-за режима секретности в прессе и в некоторых документах он стал именоваться командой Сталинского района. В 1949 году команда стала чемпионом Воронежской области и получила право представлять Воронеж и все Черноземье в чемпионате РСФСР среди КФК, где через три года заняла второе место и получила право выступать с 1954 года в чемпионате СССР в классе «Б», так как чемпион РСФСР от этой путёвки отказался. Так, 18 апреля 1954 года воронежские «Крылья Советов» на переполненном домашнем стадионе дебютировали в чемпионате СССР. Первым соперником команды стал «Шахтёр» из города Донской Тульской области. Этот матч воронежская команда проиграла со счётом 1:2. Дебютную игру в розыгрышах Кубка СССР «Крылья Советов» провели в Киеве против местного «Машиностроителя» и уступили 0:1. В дебютной пятилетке участия в чемпионатах СССР команда из Воронежа особых успехов не снискала, занимая места в середине турнирной таблицы зональных турниров класса «Б». Высшим достижением являлись 6-е места в сезонах 1956 и 1957 гг. В 1959 году команда города Воронежа в связи с переходом КФК авиазавода в одноимённое ДСО получила название «Труд». В 1960 году клуб, который тогда именовался «Труд», завоевал право впервые выступить в высшем дивизионе чемпионата СССР (классе «А»), но удержаться там не смог, заняв в сезоне 1961 15-е место. При этом «Труд» оставил позади себя в турнирной таблице сразу семь команд из столиц союзных республик: «Молдову» (Кишинёв), «Кайрат» (Алма-Ата), «Нефтяник» (Баку), «Беларусь» (Минск), «Спартак» (Вильнюс), «Даугаву» (Рига) и «Калев» (Таллин). Во втором по силе союзном дивизионе (классе «Б» / второй группе «А») клуб выступал с 1962 по 1969 сезоны.

### 1970—1991. Формирование спортивной идентичности

Виктор Семёнович Марьенко

В 1970—1978 годах команда выступала в различных зонах третьей по силе лиги СССР. Перед сезоном 1977 года команда была передана из ведения профсоюзов в Профком КБХА (Конструкторское бюро химической автоматики) и сменила название на современное — «Факел». При этом «Факел» стал правопреемником представлявших ранее Воронеж команды города Воронеж и воронежского «Труда». В 1977 году во 2-й лиге чемпионата СССР клуб занял 2-е место в 3-й зоне, пропустив вперёд краснодарскую «Кубань». В 1978 году команда под руководством Бориса Яковлева уверенно заняла первую строчку в турнирной таблице 1-й зоны 2-й лиги. В переходных матчах за право выступать в будущем сезоне в Первой лиге «Факел» играл с победителем 2-й (украинской) зоны харьковским «Металлистом». Первый матч в Харькове закончился со счётом 1:0 в пользу харьковчан. Ответный матч в Воронеже собрал на трибунах почти 40 000 зрителей. Благодаря голу Владимира Муханова воронежцы сумели перевести игру в дополнительное время, но проиграли в серии пенальти со счётом 3:5. Однако, решением союзного Спорткомитета все шесть победителей зональных соревнований, включая «Факел», вышли в Первую лигу. 2 мая 1978 года в выигранном на выезде матче с калининградской «Балтикой» (счёт поединка — 0:2) второй мяч «Факела» в концовке встречи забил вратарь Анатолий Елизаров выбив сильно с рук мяч от своих ворот, и в порыве ветра занёс его за шиворот голкиперу «Балтики» Геннадию Кахиани далеко вышедшему из рамки и потерявшему бдительность.
В сезоне 1979 года воронежцы, долгое время шедшие на 2-м месте, служившем пропуском в Высшую лигу, во втором круге сбавили темп и в итоге заняли 5-е место, а лучший бомбардир команды, Владимир Муханов, забил 31 мяч, что до сих пор является рекордом для команды. Сезон 1980 года «Факел» закончил на 12-м месте из 24 команд. В 1981 году команду возглавил Виктор Марьенко. Следующие несколько лет «Факел» держался в середине турнирной таблицы. В сезоне-1984 клуб победил в турнире Первой лиги и вышел в Высшую лигу. В Кубке СССР 1984 года «Факел» дошёл до полуфинала. По пути «Факелом» были обыграны ивановский «Текстильщик», ташкентский «Пахтакор» и вильнюсский «Жальгирис». В матче четвертьфинала, 28 апреля 1984 года, на стадионе «Труд» воронежцы победили московский «Спартак» со счётом 2:0. Голы забили Вячеслав Мурашкинцев (4-я минута) и Александр Минаев (88-я минута). Полуфинал же в Ленинграде на стадионе имени С. М. Кирова при скоплении 73 000 зрителей, в том числе 7 000 зрителей из Воронежа, был проигран будущему чемпиону страны — «Зениту» 0:1 в дополнительное время (автогол Андрея Шашкина на 92-й минуте). В 1985 году команда из Воронежа во второй раз в истории удостоилась играть в Высшей лиге. После первого круга «Факел» занимал 7-е место, но короткая скамейка не дала воронежцам удержаться в Высшей лиге. Набрав 27 очков, «Факел» занял предпоследнее, 17-е место.
В 1986 году клуб занял 2-е место на международном турнире на Мальте, опередив сборную Мальты и шведский «Хаммарбю» и уступив «Кайзерслаутерну». В 1988 году воронежцы выступали уже во второй лиге, где праздновали успех и вернулись обратно в Первую лигу. В 1989—1991 годах команда занимала 5-е, 10-е и 13-е место соответственно. При этом в период с 1977 по 1992 годы областные власти не вкладывали деньги в «Факел». До 1988 года команда состояла на балансе профсоюза ЦК общего машиностроения.

### 1992—2000. Путь сквозь «перемены»
В 1992 году, после распада СССР, «Факел» получил право играть в Высшей лиге чемпионата России, но не смог закрепиться в ней. Перед началом сезона команду покинули все лидеры, большинство из которых впоследствии играли в камышинском «Текстильщике». В команду пришлось набирать игроков из футбольного клуба «Буран», представлявшего Воронежский авиационный завод. Именно в 1992 году состоялся дебют на профессиональной арене Валерия Нененко.
В 1993 году «Факел» выступил неудовлетворительно во втором эшелоне российского футбола и переместился во Вторую лигу. Однако, в сезоне-1994 воронежцы с 62 очками заняли 1-е место в зоне «Центр» Второй лиги и вновь получили право играть в Первой лиге. В сезоне-1995 «Факел» занял 13-е место. В сезоне-1996, укрепив свой состав такими мастерами как Валерий Городов, Олег и Алексей Морозовы, Андрей Юдин и Михаил Зубчук, «Факел» завоевал бронзовые медали, что позволило получить право на выступление в Высшей лиге в сезоне-1997. Но, набрав 26 очков по итогам сезона, воронежцы выбыли из высшего дивизиона. «Факел» вновь не смог закрепиться в Высшей лиге на второй год. В 1998 году команда заняла 10-е место в первой лиге. В 1999 году к руководству клубом пришли Юрий Батищев и Григорий Чуйко. Главным тренером вновь стал Валерий Нененко. По итогам сезона «Факел» занял второе место и вернулся в высшую лигу. Лучшим игроком Первой лиги был признан полузащитник воронежцев Геннадий Сёмин. В следующим сезоне команда впервые в своей истории сумела остаться в высшем дивизионе, обыграв по ходу сезона московские «Спартак», ЦСКА и «Динамо».
В 1997 году в Третьей лиге ПФЛ (во 2-й зоне) выступил «Факел»-д — дублирующий состав «Факела», — снялся после 17 проведённых игр. В 2001 году команда участвовала в турнире дублёров. Перед поединком высшей лиги чемпионата России сезона 2000 в Воронеже с московским «Спартаком» было подано 250 000 заявок на билеты.

### 2001—2009. Пламя надежды
К губернаторству Воронежской областью пришёл Владимир Кулаков. В сезоне-2001 «Факел» занял в Высшем дивизионе 15-е место и выбыл в Первую лигу. В конце 2001 года областная администрация уволила президента клуба Юрия Батищева и назначила на его место Эдуарда Саенко. В начале 2002 года команда была переименована в ФК «Воронеж». По официальной версии чиновников областной администрации — из-за того, что название «Факел» в английском варианте звучало «неэтично». Переименование привело к оттоку болельщиков, и руководство поменяло название на «Факел-Воронеж». Сезоны 2002 и 2003 годов «Факел» провёл в подвале Первого дивизиона, в 2003 свалившись во Второй дивизион. Президентом «Факела» после увольнения Саенко стал Аркадий Можаитов. В 2004 году вернувший прежнее название «Факел» занял первое место в своей зоне и вышел в Первый дивизион. Перед сезоном-2005 клуб оказался в больших долгах, которые, во многом, стали результатом деятельности семьи Саенко. Власти не стремились поддерживать команду. В 2005 году команде удалось сохранить прописку в Первой лиге, но в сезоне-2006 «Факел» занял 19-е место и должен был выбыть во Второй дивизион. Но 26 февраля 2007 года решением Совета ассоциации ПФЛ на основании заявления о добровольном выходе из состава членов Ассоциации «ПФЛ» «Факел» был исключён из членов ПФЛ.
2007 и 2008 годы команда провела в ЛФЛ (Третьем дивизионе), а в это время (2007—2009) во Втором дивизионе успели поиграть воронежские «Динамо», ФЦШ-73, «Факел-Воронеж» и «Факел-Строй Арт» (ФСА). Также, в 2008 году после перехода ФЦШ-73 из ЛФЛ во Второй дивизион, в Любительской футбольной лиге, наравне с «Факелом», играл дубль ФЦШ-73 — команда ФЦШ-73-д, а в 2009 году после перехода «ФСА» во Второй дивизион в ЛФЛ выступал «ФСА-2», а также «Факел-Воронеж-2» и «Динамо» (в 2007 году, в котором «Факел» занял предпоследнее, 16-е место в ЛФЛ, в одном с «Факелом» турнире участвовали две другие воронежские команды — 3-е место заняла команда «Труд» (Воронеж), 4-е место — ФЦШ-73). В 2009 году игроки и административный штаб «Факела» были переведены в клуб «Олимпик» из Новой Усмани, выступавшем на региональном уровне (в чемпионате и Кубке Воронежской области, а также Кубке МОА Черноземье 2009 года).

### 2010. Попытка нового старта

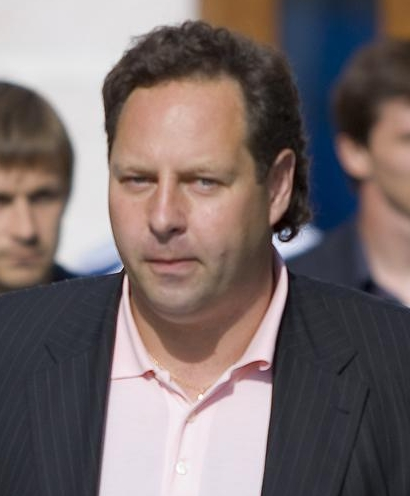
Константин Сарсания

В декабре 2009 года клуб «Факел-Воронеж» был переименован в «Факел» и заявлен во Втором дивизионе первенства страны 2010 года. Губернатор Алексей Гордеев принял решение возглавить Попечительский Совет клуба, президентом вновь назначен Владимир Ключников, главным тренером — Радик Ямлиханов. Однако, 12 августа 2010 года, на посту главного тренера Ямлиханова сменил Константин Сарсания. Оставшиеся 12 матчей команда прошла без поражений. Сезон возрождённый «Факел» завершил на 4-м месте, уступив выигравшему турнир московскому «Торпедо» всего 3 очка.

### 2011/12. Год напряжённой борьбы
В январе 2011 года, решением общего собрания РФПЛ, ФК «Краснодар» был принят в Премьер-лигу, где заменил снявшийся с турнира «Сатурн». Таким образом, возникла необходимость заменить краснодарцев в Первом дивизионе. Готовность занять свободное место выразили «Торпедо-ЗИЛ», «Локомотив-2» и «Факел». РФС рекомендовал ФНЛ принять в состав участников турнира воронежский клуб. Сезон начался для воронежцев с гостевой победы над брянским «Динамо» со счётом 1:0. Первый домашний матч, в присутствии 20 000 своих болельщиков (что являлось рекордом посещаемости последних лет), «Факел» проиграл ярославскому «Шиннику» со счётом 1:2. Следующую свою победу воронежцы одержали лишь через 12 туров, над челнинским «КАМАЗом» на своём поле со счётом 1:0. К тому моменту «Факел» уже плотно обосновался внизу таблицы. В следующих 11 матчах «Факел» проиграл 9 раз, и 2 раза сыграл вничью. И в 24 туре, в матче с новороссийским «Черноморцем», «Факел» одержал третью победу в чемпионате, матч окончился со счётом 1:0. Затем последовала очередная внушительная серия без побед, и лишь в конце года «Факел» одержал 2 победы в 3 матчах, в которых набрал 7 очков, победив владимирское «Торпедо» и новосибирскую «Сибирь» с одинаковым счётом 2:1. По итогам первого этапа «Факел» занял 19-е предпоследнее место (опередив лишь снявшуюся после первого круга «Жемчужину-Сочи») и в весенней части первенства играл в группе команд, разыгрывавших с сохранением показателей первого этапа места с 9-го по 19-е. Первые матчи 2012 года дали надежду воронежским болельщикам, команда одержала 3 победы в 4 матчах. Однако, в оставшихся 6 матчах было набрано лишь одно очко. В Кубке России «Факел» дошёл до четвертьфинала, обыграв ФАЮР, «Краснодар» и астраханский «Волгарь-Газпром», уступив 22 марта в четвертьфинальном матче в гостях «Ростову» по пенальти. По итогам сезона 2011/12 команда покинула ФНЛ, заняв 19-е место с отставанием от 18-го в 12 очков.

### 2012—2015. Возвращение огня

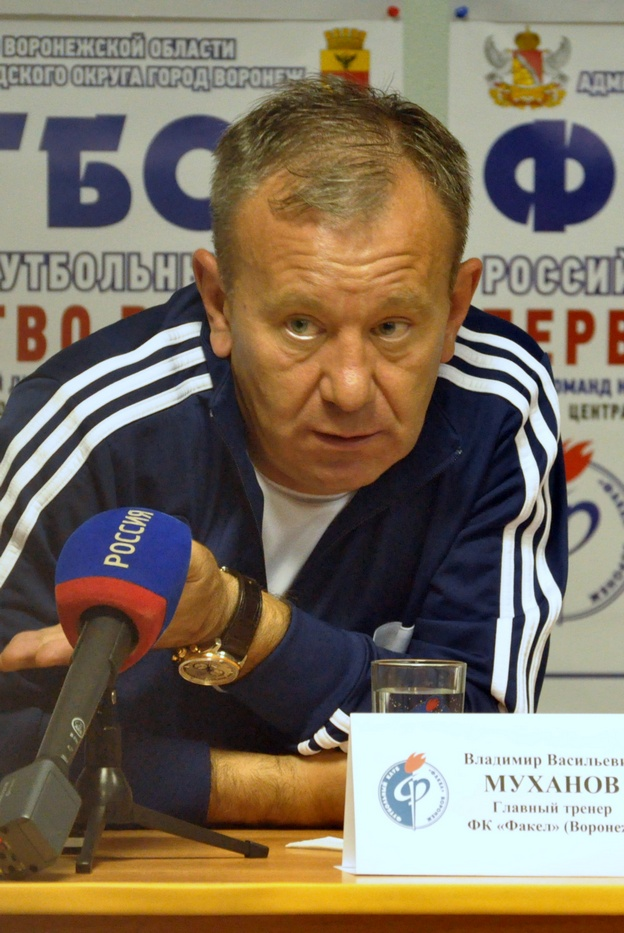
Владимир Муханов

Сезон 2012/13 команда провела в зоне «Центр» Второго дивизиона России по футболу. «Факел» перед началом сезона считался главным претендентом на 1-е место и выход в ФНЛ. В команде остались те, кого считали лидерами в прошлом сезоне в «Факеле». Это Гицелов, Житников, Гапон, Клопков, Кантонистов и т. д. Также из «Сибири» перешёл в «Факел» один из лучших бомбардиров ФНЛ — Дмитрий Акимов. Команда закончила чемпионат на втором месте, пропустив вперёд тульский «Арсенал», от которого в итоге отстала на 9 очков.
Сезон 2013/14 команда начала под руководством нового тренера, Владимира Муханова. После трёх ничьих на старте воронежцы занимали 14-е место из 16 в зоне «Центр» второго дивизиона. Затем последовало 3 победы подряд. После 13-го тура «Факел» опережал ближайшего преследователя, саратовский «Сокол», на 4 очка. Но после поражения в 14-м туре в Саратове со счётом 2:1, воронежские футболисты сумели одержать лишь две победы в шести матчах, и на зимний перерыв «Факел» ушёл на 2-м месте, с отставанием в 5 очков от первого места. Было принято решение уволить главного тренера и назначить другого специалиста. Им стал Александр Корешков. Но это «Факелу» не помогло. Несмотря на домашнюю победу над «Соколом», 2:1, воронежцы отстали в итоге на девять очков от саратовцев и заняли лишь третье место.
Перед началом сезона 2014/15 было принято решение назначить главным тренером «Факела» Павла Гусева, который уже тренировал воронежский клуб в 2002 году. Как и в предыдущие 2 сезона, перед клубом была поставлена задача выйти в ФНЛ. «Факел» начал сезон с семи побед подряд на старте. В восьмом туре, в выездном матче с «Тамбовом», «Факел» потерял первые в сезоне очки — 2:2. На зимний перерыв команда ушла с отрывом в 4 очка от ближайшего преследователя — ФК «Рязань». После перерыва «Факел» провёл первую официальную игру на выезде в Липецке с местным «Металлургом», которая закончилась ничьей — 1:1. После этого «Факел» одержал 9 побед подряд. Клуб вышел в ФНЛ досрочно, после 27 тура. Таким образом, «Факел» провёл сезон без единого поражения в чемпионате, набрав 80 очков из 90 возможных, одержал 25 побед и 5 раз сыграл вничью. В Кубке России сначала были пройдены «Выбор-Курбатово» и «Локомотив» из Лисок, в 1/32 — нижегородская «Волга». В 1/16 «Факел», при скоплении почти 20 тысяч болельщиков, встретился с московским «Торпедо» и уступил в дополнительное время, — 1:2.

### 2015—2020. Стабильный рост

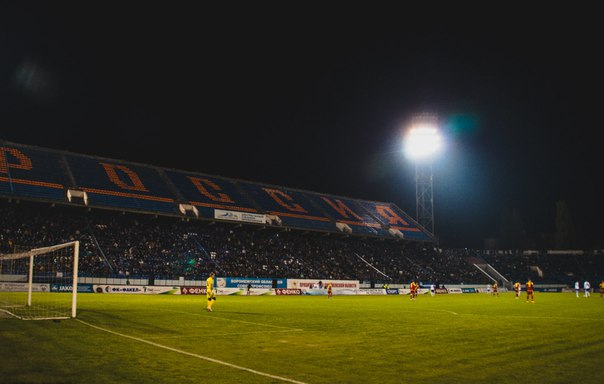
«Факел» — «Арсенал». 16 200 зрителей. Рекорд посещаемости сезона в ФНЛ

Перед началом старта в ФНЛ в сезоне 2015/16 руководство «Факела» обозначило задачу «быть в десятке». В «Факел» пришли игроки из Премьер-Лиги: Антон Амельченко и Руслан Абазов из «Ростова», Павел Степанец из «Уфы», Михаил Багаев из «Торпедо». Также команду пополнили лидер «Сибири» — Виктор Свежов, одни из лидеров «Шинника» — Даниил Гриднев и Артур Рылов, Александр Касьян из «Химика», Олег Самсонов из «Тюмени» и капитан саратовского «Сокола» Александр Дутов. По итогам сезона клуб занял 6-е место (по ходу сезона претендовал на попадание в стыковые матчи за выход в РФПЛ).
Перед началом сезона 2016/17 «Факел» пополнили сразу несколько игроков главного конкурента за путёвку в стыковые матчи предыдущего сезона — астраханского «Волгаря». Контракт с «Факелом» подписали нападающий Руслан Болов, латвийский полузащитник Иванс Лукьяновс и защитник Дмитрий Иванов. Также «Факел» усилили нападающий «Оренбурга» Никита Саталкин, полузащитник «Сибири» Иван Нагибин и другие. Перед началом сезона президент «Факела» Евгений Севергин сообщил, что задача на сезон перед «Факелом» будет поставлена в конце июля.
По окончании сезона, в котором «Факел» занял 10-е место (хотя бо́льшую часть турнира шёл в досягаемости зоны стыковых матчей), клуб покинула большая часть футболистов, и сезон 2017/18 команда начала в сильно обновлённом составе, что сказалось на результатах команды: итоговое последнее место. Однако, из-за большого количества отказавшихся от повышения в классе, Футбольную национальную лигу никто из команд, оказавшихся в зоне выбывания, не покинул, и воронежцы сохранили место в подэлитном дивизионе.
Главным тренером вместо ушедшего из клуба по окончании срока действия контракта Павла Гусева де-факто был назначен местный специалист Игорь Пывин (официально должность занял Сергей Волгин), после матча 1-го тура Первенства ФНЛ сезона 2018/19, проигранного в Томске «Томи» (0:2), прошла информация об обострившихся финансовых проблемах в клубе (приостановлено сотрудничество с компанией ТНК, спонсировавшей клуб в последние годы).
12 июня 2019 года после длительного перерыва в тренерской работе Сергей Оборин был назначен главным тренером воронежского «Факела». 15 октября 2019 года Оборин покинул клуб, новым главным тренером был назначен Владимир Бесчастных. В сезоне 2019/20 команда заняла 19-е место, но из-за моратория на выбывание из ФНЛ по причине коронавирусной инфекции осталась в лиге.

### С 2020. Возрождение и прорыв «Огнеопасных»
В сентябре 2020 года Олег Василенко стал новым главным тренером «Факела». С ним команда смогла выйти из зоны выбывания, заняв 9-е место в сезоне 2020/21. 21 мая 2022 года, обыграв «Балтику» в заключительном туре сезона 2021/22 со счётом 1:0, воронежский коллектив впервые за 21 год вернулся в Премьер-лигу.
В сезоне 2022/23 заняв 14-е место в Премьер-лиге и переиграв в стыковых матчах «Енисей» (1:0 и 2:0), «Факел» сохранил место на следующий сезон.
В сезоне 2023/24 воронежский клуб в заключительном 30-м туре обыграл «Ахмат» и избежал стыковых матчей, по итогам сезона РПЛ заняв 11-е место.
По итогам сезона 2024/25, «Факел» не смог сохранить прописку в чемпионате России, заняв заключающее место в турнирной таблице с 18-ю очками и выбыл в Первую лигу. При этом на протяжении первенства были зафиксированы крупные поражения от «Краснодара» (0:5), «Ростова» (1:4) и «Спартака» (0:3).

## Символика клуба

### Цвета
Оттенки цветов строго закреплены в брендбуке клуба.
| Синий | Белый | Красный |

### Эмблема

Логотип клуба с 2010 по 2022 год

Новую эмблему клуба болельщики «Факела» выбрали в 2010 году в голосовании. 13 декабря 2022 года клуб представил обновлённую версию эмблемы.

### Маскот, прозвища
Спортивным талисманом клуба (ростовая кукла) является Бобёр Фаворит. Впервые появился перед первым домашним матчем «Факела» в сезоне 1999 года против «Спартака» (Орехово-Зуево) 11 апреля. Команда в том году вышла в высший дивизион, а роль маскота в ростовой кукле примерил на себя артист Александр Чувардин. Бобёр Фаворит является одним из первых в истории российского футбола клубных маскотов.
Прозвища клуба — «огнеопасные», «факелоны».

### Брендбук
В декабре 2022 года впервые разработан и выпущен Брендбук клуба.

### Форма

#### Домашняя
| 2011/12 | 2019/20 | 2020/21 | 2021/22 | 2022/23 |

#### Гостевая
| 2011/12 | 2019/20 | 2020/21 | 2021/22 |

#### Резервная
| 2022/23 |

Источники:,

## Болельщики

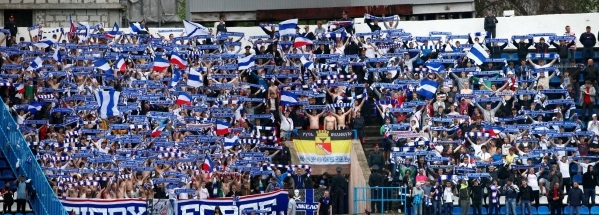
Фанаты ФК «Факел» Воронеж

В сезоне 1999, когда «Факел» играл в Первом дивизионе, по итогам которого вышел в Высшую лигу, воронежская команда стала самой посещаемой командой Восточной Европы, со средней посещаемостью 25 000 зрителей за матч. Также «Факел» становился самой посещаемой командой России и РСФСР четыре раза — в сезонах 1999, 2000, 1982 и 1985, когда установили свой рекорд средней посещаемости за сезон — 25 676. На матч Высшей лиги России сезона 2000 между «Факелом» и московским «Спартаком» было подано почти 250 000 заявок на билеты.
Первые фанатские группировки «Факела» появились в 1980-х годах. Самый массовый выезд — в Ленинград, на полуфинал Кубка СССР 1984 года против «Зенита». Самый массовый выезд «факелонов» в российской истории — в Липецк 15 мая 2022 года в сезоне ФНЛ 2021/22. Матч посетили больше 2000 воронежских болельщиков.

### История фанатского движения

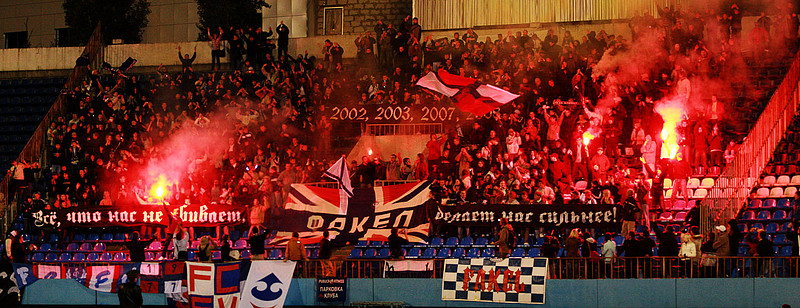
Фанаты «Факела» в любительской лиге

Футбольный фанатизм Воронежа зародился в начале 80-х годов. Формирование организованного воронежского фанатского движения новой волны началось в конце 1996 года и совпало с выходом «Факела» в высшую лигу. С 1997 года берёт начало история группировки «Fiery Power». Организованная выездная деятельность началась с поездки в Москву на «Торпедо» в июне 1997 года, куда приехало 10 человек. Благодаря возникшему Клубу любителей футбола были осуществлены массовые выезда в Москву, Волгоград, Ярославль.
С начала сезона 1998 года домашний фанатский сектор на Восточной трибуне становится постоянным явлением, появляются самодельные баннеры. Выпускаются клубные шарфы, значки, бейсболки с эмблемой «Факела» и Fiery Power. На секторе собирается до ста и более человек. В то время группировки фанатов стали возникать во многих провинциальных городах России. Crazy Fliers («Кристалл» Смоленск), Red-Black Trains («Локомотив» Нижний Новгород), Газовая Гангрена («Газовик-Газпром» Ижевск) первыми познакомились с воронежцами и стали друзьями Fiery Power. Закидавшие камнями автобус воронежских фанатов поклонники раменского «Сатурна» стали первыми врагами. С 1998 года началась стабильная выездная активность фанатов «Факела». Организованная поддержка была обеспечена «Факелу» на 12 выездных матчах. В дальние города добиралось 5—10 человек, в соседний Липецк выехало несколько сотен воронежцев. 1999 год стал годом максимального расцвета и начала заката Fiery Power. С выходом в элитный дивизион численность сектора значительно увеличилась. Клуб стал организовывать автобусные выезды. Фанатский сектор перемещается на Южную трибуну, под табло, где вскоре появились дополнительные боковые ограждения. 2000 год стал завершающим для фанатской группировки Fiery Power, в движении возник раскол. 2003—2007 годы отмечены серией столкновений воронежских фанатов с оппонентами из Тулы, Орла, Липецка, Саратова, Брянска, Курска. В тот период у воронежцев не осталось дружественных коллективов, кроме кубанцев.
В 2007 году команда заявляется в соревновании ЛФЛ «Черноземье», активная поддержка переживает подъём. Команда стала играть на стадионе «Факел», что позитивно повлияло на развитие перфоманса — на первых играх оцепление отсутствовало. Особенностью сезона стали домашние матчи «Факела-СтройАрт» на стадионе города Лиски. На каждую игру там собирались сотни поклонников «Факела», фанатский сектор устраивал мощные файер-шоу. Именно в этом году образовалась группировка Fiery Force Fakel Ultras, сделавшая впоследствии много нового для красочной поддержки «Факела» с трибуны. В 2010 состоялось возрождение «Факела». Официальный клуб болельщиков занялся организацией собственных выездов за счёт выделяемых руководством денег, а также продолжил делать домашний сектор на Восточной трибуне. В 2010 году произошёл всплеск выездной и домашней активности фанатов. Домашний сектор на Юг-3 от Fiery Force Fakel Ultras собирал 400—800 человек. «Золотой сезон» (посещение болельщиком всех домашних и выездных игр своей команды) оформили 10 человек. РОО Официальный фан-клуб ФК «Факел» отметился разнообразной общественной деятельностью, начиная с благотворительности и заканчивая проведением нескольких футбольных турниров.

### Посещаемость

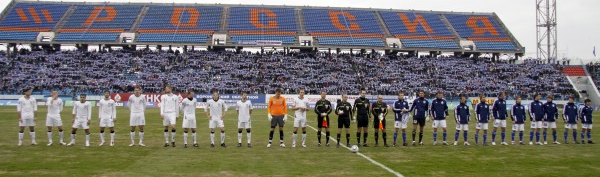
Болельщики «Факела»

Средняя посещаемость домашних игр «Факела» с 1996 года на профессиональном уровне (сезоны 2007, 2008 и 2009 годов команда на профессиональном уровне пропускала).
 Премьер-лига
 Первая лига
 Вторая лига

## Статистика выступлений

### Чемпионат России
Примечания:
 Уровень 1. Российская премьер-лига

 Уровень 2. Первая лига

 Уровень 3. Вторая лига

 Уровень 4. Любительская лига

 Уровень 5. Временное прекращение деятельности

### В чемпионатах и Кубках СССР
| Год  | Соревнование             | Соревнование             | Уровень | Место    | И  | В  | Н  | П     | Голы   | Очки  | Кубок                       | Примечание                          |
| ---- | ------------------------ | ------------------------ | ------- | -------- | -- | -- | -- | ----- | ------ | ----- | --------------------------- | ----------------------------------- |
| 1954 | Класс «Б»                | зона 2                   | 2       | 9 из 12  | 22 | 7  | 3  | 12    | 21-29  | 17    | 1/64                        |                                     |
| 1955 | Класс «Б»                | зона 2                   | 2       | 7 из 16  | 30 | 17 | 13 | 12    | 58-38  | 33    | 1/16                        |                                     |
| 1956 | Класс «Б»                | зона 2                   | 2       | 6 из 18  | 34 | 28 | 6  | 6     | 89-25  | 39    |                             |                                     |
| 1957 | Класс «Б»                | зона 1                   | 2       | 6 из 18  | 34 | 15 | 9  | 10    | 54-40  | 39    | финал — зона 1              |                                     |
| 1958 | Класс «Б»                | зона 1                   | 2       | 8 из 16  | 30 | 13 | 5  | 12    | 45-35  | 31    | 1/256                       |                                     |
| 1959 | Класс «Б»                | зона 1                   | 2       | 1 из 15  | 28 | 20 | 6  | 2     | 58-18  | 46    | 1/2 — зона 1                | Выход в финал. этап                 |
| 1959 | Класс «Б»                | финал                    | 2       | 3 из 4   | 3  | 1  | 1  | 1     | 6-2    | 3     | 1/2 — зона 1                | Команда сменила название на «Труд»  |
| 1960 | Класс «Б»                | зона 1                   | 2       | 1 из 16  | 30 | 20 | 6  | 4     | 57-16  | 46    | 1/2 — зона 1                |                                     |
| 1960 | Класс «Б»                | финал                    | 2       | 1 из 5   | 4  | 3  | 0  | 1     | 10-5   | 6     | 1/2 — зона 1                | Выход в класс «А»                   |
| 1961 | Класс «А»                | Класс «А»                | 1       | 15 из 22 | 32 | 11 | 8  | 13    | 39-38  | 30    | 1/32                        | Выбывание в класс «Б»               |
| 1962 | Класс «Б»                | (зона 2)                 | 2       | 1 из 16  | 30 | 19 | 8  | 3     | 58-23  | 46    | 1/16                        | Выход в финал. этап                 |
| 1962 | Класс «Б»                | финал                    | 2       | 2 из 5   | 4  | 3  | 0  | 1     | 7-2    | 6     | 1/16                        |                                     |
| 1963 |                          |                          | 2       | 3 из 18  | 34 | 15 | 12 | 7     | 43-27  | 42    | 1/32                        |                                     |
| 1964 |                          | предв. подгруппа 2       | 2       | 6 из 14  | 26 | 10 | 7  | 9     | 26-27  | 27    | 1/16                        |                                     |
| 1964 |                          | финал (за 1-14 места)    | 2       | 12 из 14 | 14 | 2  | 6  | 6     | 6-16   | 10    | 1/16                        |                                     |
| 1964 |                          | Итого                    | 2       | 12 из 27 | 40 | 12 | 13 | 15    | 32-43  | 37    | 1/16                        |                                     |
| 1965 | Вторая группа Класса «А» | Вторая группа Класса «А» | 2       | 22 из 32 | 46 | 12 | 22 | 12    | 41-38  | 46    | 1/32                        |                                     |
| 1966 |                          | подгруппа 2              | 2       | 6 из 18  | 34 | 13 | 11 | 10    | 31-31  | 37    | 1/128                       |                                     |
| 1967 | 6 из 20                  | подгруппа 2              | 2       | 38       | 16 | 11 | 11 | 44-31 | 43     | 1/16  |                             |                                     |
| 1968 | 5 из 21                  | подгруппа 2              | 2       | 40       | 18 | 14 | 8  | 49-28 | 50     | 1/128 |                             |                                     |
| 1969 | подгруппа 1              | 16 из 20                 | 2       | 38       | 7  | 18 | 13 | 27-36 | 32     | 1/4   | Выбывание на третий уровень |                                     |
| 1970 | зона 2                   | 3                        | 9 из 22 | 42       | 16 | 11 | 15 | 56-43 | 43     | 1/16  |                             |                                     |
| 1971 | Вторая лига              | 3                        | зона 4  | 5 из 20  | 38 | 15 | 10 | 13    | 59-41  | 40    |                             |                                     |
| 1972 | Вторая лига              | 3                        | зона 3  | 3 из 19  | 36 | 18 | 10 | 8     | 53-29  | 46    |                             |                                     |
| 1973 | Вторая лига              | 3                        | зона 4  | 9 из 18  | 34 | 15 | 3  | 16    | 43-42  | 30    |                             |                                     |
| 1974 | Вторая лига              | 3                        | зона 4  | 12 из 21 | 40 | 14 | 12 | 14    | 35-36  | 40    |                             |                                     |
| 1975 | Вторая лига              | 3                        | зона 3  | 5 из 20  | 38 | 22 | 6  | 10    | 58-39  | 50    |                             |                                     |
| 1976 | Вторая лига              | 3                        | зона 3  | 7 из 21  | 40 | 19 | 10 | 11    | 44-38  | 48    |                             |                                     |
| 1977 | Вторая лига              | 3                        | зона 3  | 2 из 21  | 40 | 24 | 8  | 8     | 67-34  | 56    | 1/16                        | Команда сменила название на «Факел» |
| 1978 | Вторая лига              | 3                        | зона 1  | 1 из 24  | 46 | 36 | 8  | 2     | 105-17 | 80    | 1/16                        | Выход в первую лигу                 |
| 1978 | Вторая лига              | 3                        | финал   | 2 из 2   | 2  | 1  | 0  | 1     | 1-1    | п/о   | 1/16                        | Выход в первую лигу                 |
| 1979 | Первая лига              | Первая лига              | 2       | 5 из 24  | 46 | 20 | 10 | 16    | 70-54  | 50    | 4 — зона 8                  |                                     |
| 1980 | Первая лига              | Первая лига              | 2       | 12 из 24 | 46 | 17 | 16 | 13    | 49-36  | 46    | 1/8                         |                                     |
| 1981 | Первая лига              | Первая лига              | 2       | 10 из 24 | 46 | 17 | 10 | 19    | 45-44  | 44    | 5 — зона 7                  |                                     |
| 1982 | Первая лига              | Первая лига              | 2       | 5 из 22  | 42 | 21 | 13 | 8     | 60-33  | 54    | 1/4                         |                                     |
| 1983 | Первая лига              | Первая лига              | 2       | 3 из 22  | 42 | 21 | 12 | 9     | 53-30  | 54    | 1/32                        |                                     |
| 1984 | Первая лига              | Первая лига              | 2       | 1 из 22  | 42 | 25 | 7  | 10    | 61-30  | 57    | 1/2                         | Выход в высшую лигу                 |
| 1985 | Высшая лига              | Высшая лига              | 1       | 17 из 18 | 34 | 9  | 9  | 16    | 24-45  | 27    | 1/8                         | Выбывание в первую лигу             |
| 1986 | Первая лига              | Первая лига              | 2       | 10 из 24 | 46 | 20 | 8  | 18    | 56-44  | 48    | 1/32                        |                                     |
| 1987 | Первая лига              | Первая лига              | 2       | 20 из 22 | 42 | 11 | 16 | 15    | 35-37  | 34    | 1/64                        | Выбывание во вторую лигу            |
| 1988 | Вторая лига              | зона 1                   | 3       | 1 из 20  | 38 | 24 | 7  | 7     | 73-26  | 55    | 1/64                        |                                     |
| 1988 | Вторая лига              | Финал В                  | 3       | 1 из 3   | 4  | 3  | 0  | 1     | 9-2    | 6     | 1/64                        | Выход в первую лигу                 |
| 1989 | Первая лига              | Первая лига              | 2       | 5 из 22  | 42 | 19 | 11 | 12    | 54-36  | 49    | 1/64                        |                                     |
| 1990 | Первая лига              | Первая лига              | 2       | 10 из 20 | 38 | 14 | 9  | 15    | 43-45  | 37    | 1/64                        |                                     |
| 1991 | Первая лига              | Первая лига              | 2       | 13 из 22 | 42 | 17 | 7  | 18    | 45-50  | 41    | 1/64                        | Переход в высшую лигу России        |

1. ↑  Согласно положению чемпионата СССР, клуб из РСФСР, занимавший в сезоне 1961 последнее место среди российских команд, автоматически выбывал из высшей лиги[39].
2. ↑  На финальном этапе учитывались результаты матчей с командами свой подгруппы на первом этапе.
3. ↑  Перед сезоном 1977 года, команда была передана из ведения профсоюзов в профком КБХА, предприятие космической отрасли проектирующей и производящей ракетные двигатели[40]. При этом сменив название команды «Труд» на «Факел».

### В чемпионатах и Кубках России
| Год     | Соревнование                   | Соревнование                   | Уровень                        | Место                          | И                              | В                              | Н                              | П                              | Голы                           | Очки                           | Кубок                          | Примечание                                     |
| ------- | ------------------------------ | ------------------------------ | ------------------------------ | ------------------------------ | ------------------------------ | ------------------------------ | ------------------------------ | ------------------------------ | ------------------------------ | ------------------------------ | ------------------------------ | ---------------------------------------------- |
| 1992    | Высшая лига                    | Первый этап, группа А          | 1                              | 8 из 10                        | 18                             | 4                              | 6                              | 8                              | 10-19                          | 14                             | 1/8                            | Выбывание в первую лигу                        |
| 1992    | Высшая лига                    | Второй этап, за 9—20 места     | 1                              | 9 из 12                        | 12                             | 6                              | 2                              | 4                              | 11-9                           | 14                             | 1/8                            | Выбывание в первую лигу                        |
| 1992    | Высшая лига                    | Итого                          | 1                              | 17 из 20                       | 30                             | 10                             | 8                              | 12                             | 21-28                          | 28                             | 1/8                            | Выбывание в первую лигу                        |
| 1993    | Первая лига (Запад)            | Первая лига (Запад)            | 2                              | 9 из 22                        | 42                             | 17                             | 13                             | 12                             | 58-38                          | 47                             | 1/16                           | Выбывание во вторую лигу                       |
| 1994    | Вторая лига (Запад)            | Вторая лига (Запад)            | 3                              | 1 из 21                        | 40                             | 28                             | 6                              | 6                              | 89-25                          | 62                             | 1/128                          | Выход в первую лигу                            |
| 1995    | Первая лига                    | Первая лига                    | 2                              | 13 из 22                       | 42                             | 17                             | 6                              | 19                             | 54-48                          | 57                             | 1/32                           |                                                |
| 1996    | Первая лига                    | Первая лига                    | 2                              | 3 из 22                        | 42                             | 23                             | 13                             | 6                              | 72-33                          | 82                             | 1/16                           | Выход в высшую лигу                            |
| 1997    | Высшая лига                    | Высшая лига                    | 1                              | 16 из 18                       | 34                             | 7                              | 5                              | 22                             | 25-49                          | 26                             | 1/32                           | Выбывание в первую лигу                        |
| 1998    | Первый дивизион                | Первый дивизион                | 2                              | 10 из 22                       | 42                             | 17                             | 9                              | 16                             | 54-45                          | 60                             | 1/128                          |                                                |
| 1999    | Первый дивизион                | Первый дивизион                | 2                              | 2 из 22                        | 42                             | 26                             | 7                              | 9                              | 65-31                          | 85                             | 1/8                            | Выход в высший дивизион                        |
| 2000    | Высший дивизион                | Высший дивизион                | 1                              | 13 из 16                       | 30                             | 6                              | 12                             | 12                             | 25-45                          | 30                             | 1/16                           |                                                |
| 2001    | Высший дивизион                | Высший дивизион                | 1                              | 15 из 16                       | 30                             | 8                              | 4                              | 18                             | 30-53                          | 28                             | 1/16                           | Выбывание в первый дивизион                    |
| 2002    | Первый дивизион                | Первый дивизион                | 2                              | 13 из 18                       | 34                             | 10                             | 10                             | 14                             | 34-42                          | 40                             | 1/32                           |                                                |
| 2003    | Первый дивизион                | Первый дивизион                | 2                              | 18 из 22                       | 42                             | 13                             | 10                             | 19                             | 44-56                          | 49                             | 1/32                           | Выбывание во второй дивизион                   |
| 2004    | Второй дивизион (Центр)        | Второй дивизион (Центр)        | 3                              | 1 из 17                        | 32                             | 25                             | 2                              | 5                              | 57-22                          | 77                             | 1/256                          | Выход в первый дивизион; 4-е место в Кубке ПФЛ |
| 2005    | Первый дивизион                | Первый дивизион                | 2                              | 17 из 22                       | 42                             | 13                             | 7                              | 22                             | 39-60                          | 46                             | 1/32                           |                                                |
| 2006    | Первый дивизион                | Первый дивизион                | 2                              | 19 из 22                       | 42                             | 10                             | 12                             | 20                             | 27-54                          | 42                             | 1/16                           | Потеря проф. статуса                           |
| 2007    | ЛФЛ (Черноземье)               | ЛФЛ (Черноземье)               | 4                              | 16 из 17                       | 32                             | 4                              | 5                              | 23                             | 28-63                          | 17                             | групп. — МРО                   |                                                |
| 2008    | ЛФЛ (Черноземье)               | ЛФЛ (Черноземье)               | 4                              | 6 из 18                        | 34                             | 21                             | 5                              | 8                              | 71-44                          | 68                             | 1/4 — МРО                      |                                                |
| 2009    | Основная статья: Факел-Воронеж | Основная статья: Факел-Воронеж | Основная статья: Факел-Воронеж | Основная статья: Факел-Воронеж | Основная статья: Факел-Воронеж | Основная статья: Факел-Воронеж | Основная статья: Факел-Воронеж | Основная статья: Факел-Воронеж | Основная статья: Факел-Воронеж | Основная статья: Факел-Воронеж | Основная статья: Факел-Воронеж | Основная статья: Факел-Воронеж                 |
| 2010    | Второй дивизион (Центр)        | Второй дивизион (Центр)        | 3                              | 4 из 16                        | 30                             | 15                             | 9                              | 6                              | 53-28                          | 54                             | 1/256                          | Переход в ФНЛ                                  |
| 2011/12 | ФНЛ                            | ФНЛ                            | 2                              | 19 из 20                       | 48                             | 9                              | 13                             | 26                             | 34-59                          | 40                             | 1/4                            | Выбывание во второй дивизион                   |
| 2012/13 | Второй дивизион / ПФЛ (Центр)  | Второй дивизион / ПФЛ (Центр)  | 3                              | 2 из 16                        | 30                             | 20                             | 4                              | 6                              | 55-33                          | 64                             | 1/64                           |                                                |
| 2013/14 | Второй дивизион / ПФЛ (Центр)  | Второй дивизион / ПФЛ (Центр)  | 3                              | 3 из 16                        | 30                             | 17                             | 9                              | 4                              | 47-21                          | 60                             | 1/128                          |                                                |
| 2014/15 | Второй дивизион / ПФЛ (Центр)  | Второй дивизион / ПФЛ (Центр)  | 3                              | 1 из 16                        | 30                             | 25                             | 5                              | 0                              | 64-14                          | 80                             | 1/16                           | Выход в ФНЛ                                    |
| 2015/16 | ФНЛ / Первый дивизион ФНЛ      | ФНЛ / Первый дивизион ФНЛ      | 2                              | 6 из 20                        | 38                             | 17                             | 5                              | 16                             | 51-42                          | 56                             | 1/32                           |                                                |
| 2016/17 | ФНЛ / Первый дивизион ФНЛ      | ФНЛ / Первый дивизион ФНЛ      | 2                              | 10 из 20                       | 38                             | 14                             | 11                             | 13                             | 38-40                          | 53                             | 1/16                           | Победитель Кубка ФНЛ                           |
| 2017/18 | ФНЛ / Первый дивизион ФНЛ      | ФНЛ / Первый дивизион ФНЛ      | 2                              | 20 из 20                       | 38                             | 9                              | 8                              | 21                             | 27-52                          | 35                             | 1/16                           | Зона выбывания                                 |
| 2018/19 | ФНЛ / Первый дивизион ФНЛ      | ФНЛ / Первый дивизион ФНЛ      | 2                              | 17 из 20                       | 38                             | 9                              | 14                             | 15                             | 36-40                          | 41                             | 1/32                           | Зона выбывания                                 |
| 2019/20 | ФНЛ / Первый дивизион ФНЛ      | ФНЛ / Первый дивизион ФНЛ      | 2                              | 19 из 20                       | 27                             | 4                              | 7                              | 16                             | 21-44                          | 19                             | 1/32                           | Зона выбывания                                 |
| 2020/21 | ФНЛ / Первый дивизион ФНЛ      | ФНЛ / Первый дивизион ФНЛ      | 2                              | 9 из 22                        | 42                             | 17                             | 13                             | 12                             | 57-43                          | 64                             | 1/64                           |                                                |
| 2021/22 | ФНЛ / Первый дивизион ФНЛ      | ФНЛ / Первый дивизион ФНЛ      | 2                              | 2 из 20                        | 38                             | 23                             | 5                              | 10                             | 60-33                          | 74                             | груп. (1/16)                   | Выход в РПЛ                                    |
| 2022/23 | Премьер-лига                   | Премьер-лига                   | 1                              | 14 из 16                       | 30                             | 6                              | 12                             | 12                             | 36-48                          | 30                             | груп.                          |                                                |
| 2023/24 | Премьер-лига                   | Премьер-лига                   | 1                              | 11 из 16                       | 30                             | 7                              | 11                             | 12                             | 22-31                          | 32                             | груп.                          |                                                |
| 2024/25 | Премьер-лига                   | Премьер-лига                   | 1                              | 16 из 16                       | 30                             | 2                              | 12                             | 16                             | 14-42                          | 18                             | груп.                          | Выбывание в Первую лигу                        |
| 2025/26 | Первая лига                    | Первая лига                    |                                |                                |                                |                                |                                |                                |                                |                                |                                |                                                |

1. ↑  Занял место «Краснодара», перешедшего в РФПЛ вместо «Сатурна», в соответствии с решением Исполкома РФС.
2. ↑  Сохранил место в ФНЛ вследствие отказа и снятия ряда команд.
3. ↑  Сохранил место в ФНЛ вследствие не получения лицензии «Сахалином» и «Анжи».
4. ↑  Сохранил место согласно исполкому РФС от 15 мая, на котором было решено не возобновлять приостановленное вследствие пандемии коронавируса первенство.

## Состав
| 1  | Флаг России  | Вр  | Даниил Фролкин      | 2001 |  |  |  |  |  |
| 62 | Флаг России  | Вр  | Владислав Калиничев | 2005 |  |  |  |  |  |
| 96 | Флаг России  | Вр  | Игорь Обухов        | 1996 |  |  |  |  |  |
|    |              |     |                     |      |  |  |  |  |  |
| 4  | Флаг России  | Защ | Макс Дзиов          | 2001 |  |  |  |  |  |
| 5  | Флаг России  | Защ | Альберт Габараев    | 1997 |  |  |  |  |  |
| 20 | Флаг России  | Защ | Игорь Юрганов       | 1993 |  |  |  |  |  |
| 27 | Флаг России  | Защ | Станислав Магкеев   | 1999 |  |  |  |  |  |
| 44 | Флаг России  | Защ | Юрий Журавлёв       | 1996 |  |  |  |  |  |
| 95 | Флаг России  | Защ | Илья Гапонов        | 1997 |  |  |  |  |  |
|    |              |     |                     |      |  |  |  |  |  |
| 7  | Флаг Франции | ПЗ  | Мохамед Брахими     | 1998 |  |  |  |  |  |
| 8  | Флаг России  | ПЗ  | Абдула Багамаев     | 2004 |  |  |  |  |  |
| 10 | Флаг России  | ПЗ  | Ильнур Альшин       | 1993 |  |  |  |  |  |
| 11 | Флаг Молдовы | ПЗ  | Никита Моцпан       | 2001 |  |  |  |  |  |

| 17 | Флаг Беларуси | ПЗ  | Антон Ковалёв              | 2000 |  |  |  |  |  |
| 18 | Флаг России   | ПЗ  | Кирилл Симонов             | 2006 |  |  |  |  |  |
| 23 | Флаг России   | ПЗ  | Вячеслав Якимов            | 1998 |  |  |  |  |  |
| 52 | Флаг России   | ПЗ  | Равиль Нетфуллин (капитан) | 1993 |  |  |  |  |  |
| 70 | Флаг России   | ПЗ  | Нури Абдоков               | 2000 |  |  |  |  |  |
| 77 | Флаг России   | ПЗ  | Лука Багателия             | 2004 |  |  |  |  |  |
| 97 | Флаг России   | ПЗ  | Бутта Магомедов            | 1997 |  |  |  |  |  |
| 99 | Флаг России   | ПЗ  | Николай Гиоргобиани        | 1997 |  |  |  |  |  |
|    |               |     |                            |      |  |  |  |  |  |
| 9  | Флаг России   | Нап | Максим Турищев             | 2002 |  |  |  |  |  |
| 19 | Флаг Албании  | Нап | Белайди Пуси               | 1998 |  |  |  |  |  |
| 21 | Флаг России   | Нап | Георгий Гонгадзе           | 1996 |  |  |  |  |  |
| 93 | Флаг России   | Нап | Мераби Уридия              | 1993 |  |  |  |  |  |
| 98 | Флаг России   | Нап | Илья Васин                 | 2006 |  |  |  |  |  |

- № 12 закреплён за болельщиками клуба[42].

## Трансферы 2025/2026
О трансферах клуба в сезоне см. ФК «Факел» в сезоне 2025/2026#Трансферы 2025/2026

## Тренерский штаб и персонал клуба
| Должность               | Имя                |
| Главный тренер          | Игорь Шалимов      |
| Тренер                  | Сергей Первушин    |
| Тренер                  | Валерий Климов     |
| Тренер                  | Дмитрий Кудинов    |
| Тренер                  | Михаил Смирнов     |
| Тренер вратарей         | Александр Чихрадзе |
| Тренер по физподготовке | Дмитрий Сорокин    |
| Тренер по реабилитации  | Ацамаз Бураев      |

| Должность                                                   | Имя                  |
| Генеральный директор                                        | Роман Асхабадзе      |
| Спортивный директор                                         | Кирилл Котов         |
| Старший селекционер                                         | Александр Самедов    |
| Финансовый директор                                         | Ирина Анциперова     |
| Коммерческий директор                                       | Анна Мальцева        |
| Заместитель генерального директора по вопросам безопасности | Роман Дейнекин       |
| Руководитель фан-клуба                                      | Игорь Черняев        |
| Руководитель отдела по связям с общественностью и СМИ       | Павел Горячев        |
| Главный врач                                                | Максим Рудяков       |
| Врач                                                        | Хаджимурад Хизроев   |
| Физиотерапевт                                               | Алексей Быков        |
| Физиотерапевт-реабилитолог                                  | Тимур Абрамов        |
| Технический директор                                        | Михаил Таратухин     |
| Начальник команды                                           | Виталий Дегтярёв     |
| Главный юрист                                               | Елена Руденко        |
| Главный специалист по вопросам безопасности                 | Павел Неуймин        |
| Матч-менеджер                                               | Игорь Коновалов      |
| Маркетолог                                                  | Руслан Власов        |
| Управляющий клубными магазинами                             | Фёдор Артёменко      |
| Менеджер по работе с партнёрами и спонсорами                | Екатерина Ковалёва   |
| CRM-менеджер                                                | Екатерина Филимонова |
| Билетный менеджер                                           | Антон Косякин        |
| Офис-менеджер                                               | Юлия Пушкарёва       |
| Пресс-атташе                                                | Виктор Левшаков      |
| Контент редактор                                            | Алёна Лепская        |
| Специалист отдела по связям с общественностью и СМИ         | Ярослав Кулешов      |
| Фотограф                                                    | Кристина Серова      |
| Специалист по работе с болельщиками                         | Вадим Часовских      |
| Специалист по работе с болельщиками                         | Павел Инютин         |
| Администратор фан-клуба                                     | Яна Белошицкая       |
| Специалист по социальным сетям фан-клуба                    | Михаил Дробышев      |
| Видеооператор                                               | Александр Пилипенко  |
| Администратор                                               | Руслан Таратухин     |
| Администратор                                               | Владислав Петин      |
| Массажист                                                   | Михаил Гришкин       |
| Массажист                                                   | Андрей Тарасов       |
| Массажист                                                   | Станислав Курочкин   |
| Переводчик                                                  | Софиан Хаджудж       |

## Спонсоры и партнёры клуба
С 2024 года форму клубу поставляет российская компания «Спортмастер PRO», титульным спонсором с 2023 года является группа компаний «Эконива».
| Период    | Титульный спонсор |
| --------- | ----------------- |
| 2013—2021 | ТНС энерго        |
| 2020—2021 | bwin              |
| 2021—2024 | Olimpbet          |
| с 2023    | Эконива           |

| Период    | Технический спонсор     |
| --------- | ----------------------- |
| 2020—2022 | Jako                    |
| 2022—2023 | Puma                    |
| 2023—2024 | Kelme                   |
| с 2024    | Demix (Спортмастер PRO) |

| Период | Официальный партнёр клуба    |
| ------ | ---------------------------- |
| с 2021 | ООО «ТехноРесурс Интернешнл» |
| с 2021 | АО «Борхиммаш»               |
| с 2022 | АО «МРТС»                    |
| с 2022 | ООО «Ланит-Интеграция»       |
| с 2023 | АО «Лискимонтажконструкция»  |
| с 2024 | БК «Мелбет»                  |

## Стадион и тренировочная база

### Стадион

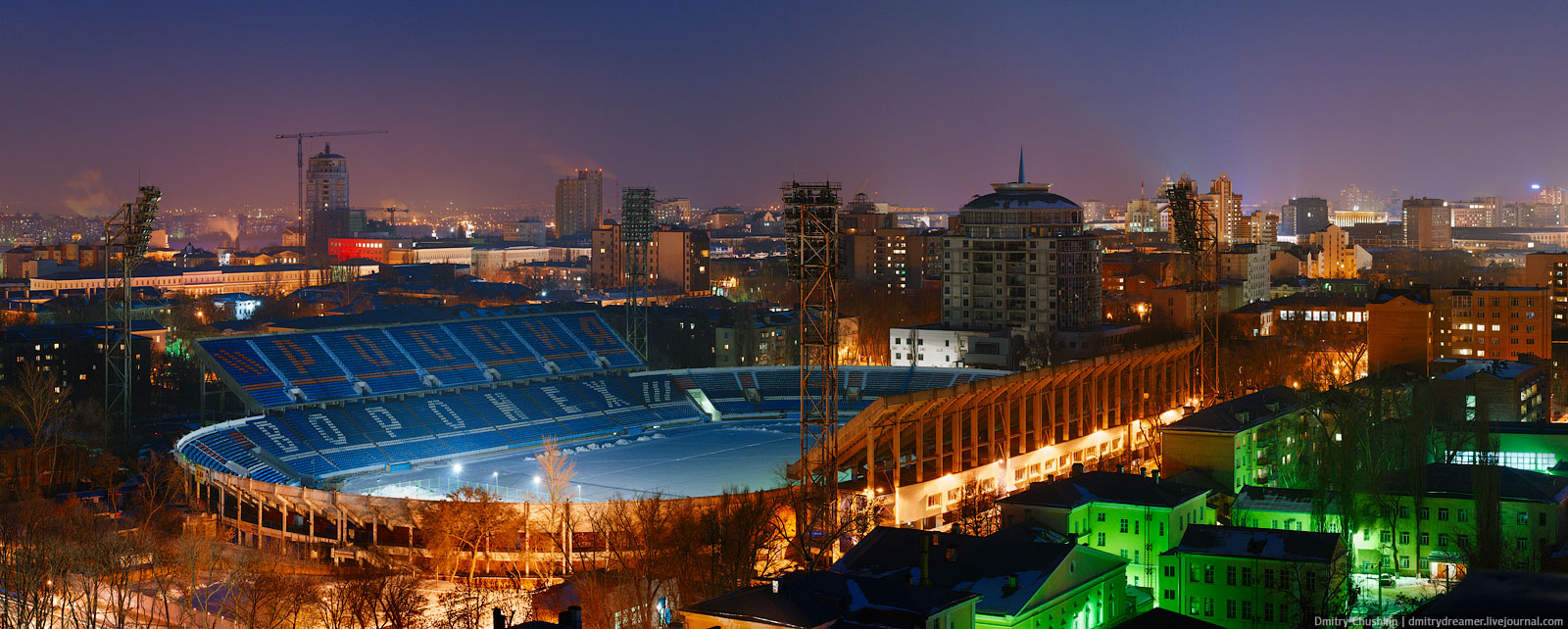
Стадион ЦСП до реконструкции ночью

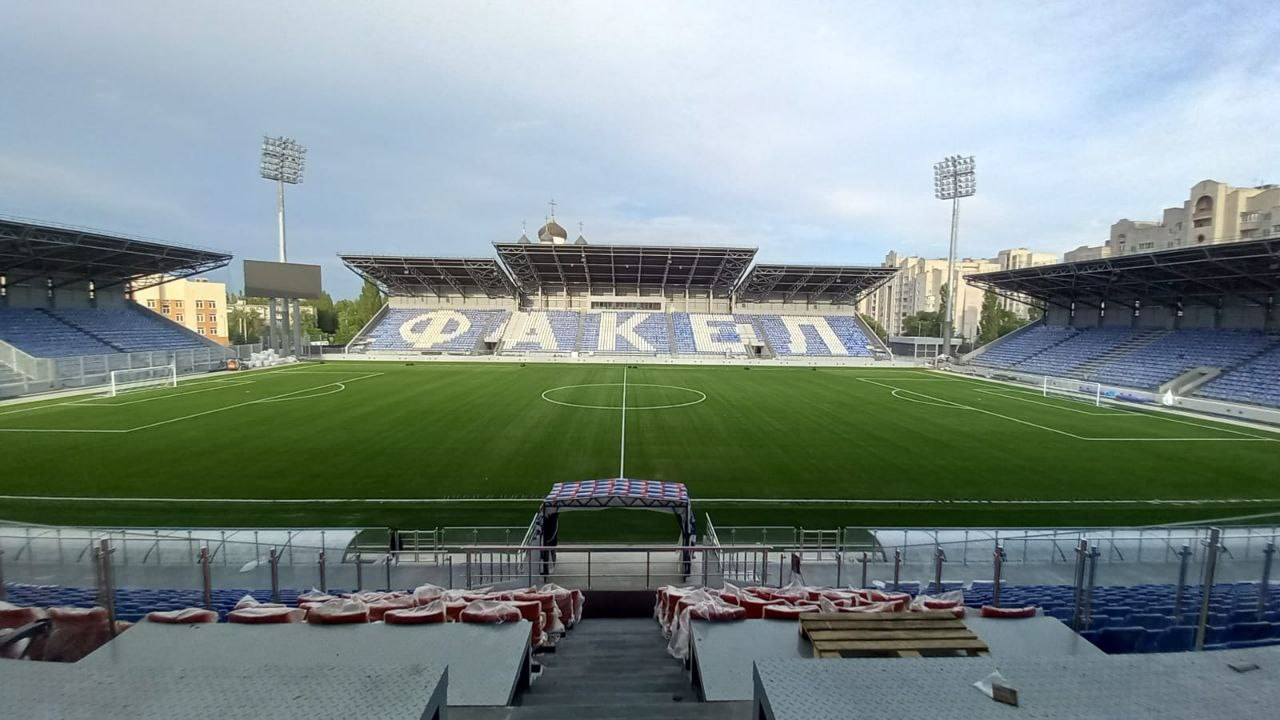
Резервный стадион «Факел»

Воронежский «Факел» до сезона 2024/25 проводил домашние матчи на «Центральном стадионе профсоюзов», который впервые был открыт 30 августа 1930 года по адресу город Воронеж, улица Студенческая, строение 17. Стадион вмещал 32 750 зрителей. Имелись четыре трибуны нижнего яруса и две — верхнего. 17 ноября 2010 года на стадионе прошёл товарищеский матч, в котором сборная России уступила национальной команде Бельгии 0:2. В 2021 году аренда стадиона и организация матча обходилась клубу в 700 тысяч рублей за игру. Абсолютный рекорд посещаемости был установлен 18 мая 1985 года в матче 12-го тура высшей лиги СССР с киевским «Динамо», тогда игру посетили 36 500 болельщиков. «Центральный стадион профсоюзов» имел сертификат соответствия требованиям стандарта «Футбольные стадионы» первой категории. Также соответствовал стандарту РФС «Футбольные поля с натуральным травяным покрытием».
В сезоне 2024/25 домашней ареной команды стал резервный стадион «Факел» вместимостью 10 052 мест с искусственным травяным покрытием, расположенный по адресу город Воронеж, улица Писателя Маршака строение 1А. «Центральный стадион профсоюзов» будет перестроен.

### Учебно-тренировочная база
Учебно-тренировочная база футбольного клуба «Факел» располагается на стадионе «Чайка», который прошёл сертификацию и включён во всероссийский реестр объектов спорта.

## Академия «Факел» имени В. Г. Проскурина
Детская клубная академия открылась в августе 2020 года, получив аттестат Российского футбольного союза. Названа в честь выдающегося советского нападающего Владимира Проскурина, забивший рекордные 182 мяча за клуб. Стала первой профессиональной футбольной академией в истории региона. По состоянию на 2021 год тренируются и принимают участие в соревнованиях 155 детей, с которыми работают 20 специалистов. Детские и юношеские команды участвуют в официальных турнирах под эгидой РФС, при этом обучение в академии полностью бесплатное. Воспитанники футбольной академии в составе молодёжной команды «Факел-М» выступают в Юношеской футбольной лиге и Молодёжной футбольной лиге, получая первый опыт игры на профессиональном уровне. Партнёром и спонсором футбольной академии выступает ООО «Газпром газнадзор». В сезоне 2022 Центральной Юношеской футбольной лиги завоевали бронзовые медали. В сезоне 2023 Центральной Юношеской футбольной лиги завоевали серебряные медали.

### Молодёжный состав
| 16 | Флаг России | Вр  | Андрей Цицилин      | 2007 |  |  |  |  |  |
| 62 | Флаг России | Вр  | Владислав Калиничев | 2005 |  |  |  |  |  |
| 79 | Флаг России | Вр  | Павел Романенко     | 2004 |  |  |  |  |  |
|    |             |     |                     |      |  |  |  |  |  |
| 24 | Флаг России | Защ | Шота Чихрадзе       | 2006 |  |  |  |  |  |
| 40 | Флаг России | Защ | Сергей Орлов        | 2004 |  |  |  |  |  |
| 59 | Флаг России | Защ | Данил Шевченко      | 2005 |  |  |  |  |  |
| 74 | Флаг России | Защ | Давид Черкасов      | 2004 |  |  |  |  |  |
| 89 | Флаг России | Защ | Артём Сафронов      | 2004 |  |  |  |  |  |
| 95 | Флаг России | Защ | Алексей Мацнев      | 2004 |  |  |  |  |  |
|    |             |     |                     |      |  |  |  |  |  |
| 26 | Флаг России | ПЗ  | Руслан Плаксин      | 2007 |  |  |  |  |  |
| 54 | Флаг России | ПЗ  | Матвей Федин        | 2005 |  |  |  |  |  |
| 61 | Флаг России | ПЗ  | Владислав Ююкин     | 2005 |  |  |  |  |  |
| 63 | Флаг России | ПЗ  | Константин Яценко   | 2005 |  |  |  |  |  |

| 64 | Флаг России | ПЗ  | Андрей Ивлев       | 2006 |  |  |  |  |  |
| 69 | Флаг России | ПЗ  | Денис Сеник        | 2005 |  |  |  |  |  |
| 71 | Флаг России | ПЗ  | Артём Скопинцев    | 2004 |  |  |  |  |  |
| 72 | Флаг России | ПЗ  | Никита Ивлев       | 2005 |  |  |  |  |  |
| 91 | Флаг России | ПЗ  | Андрей Уваров      | 2007 |  |  |  |  |  |
| 93 | Флаг России | ПЗ  | Егор Князев        | 2005 |  |  |  |  |  |
| 96 | Флаг России | ПЗ  | Кирилл Симонов     | 2006 |  |  |  |  |  |
| 98 | Флаг России | ПЗ  | Егор Дорофеев      | 2004 |  |  |  |  |  |
|    |             |     |                    |      |  |  |  |  |  |
| 37 | Флаг России | Нап | Кирилл Щеголеватых | 2007 |  |  |  |  |  |
| 50 | Флаг России | Нап | Пётр Саласин       | 2006 |  |  |  |  |  |
| 80 | Флаг России | Нап | Алексей Васильев   | 2004 |  |  |  |  |  |
| 84 | Флаг России | Нап | Богдан Кондрамашин | 2004 |  |  |  |  |  |

### Тренерский штаб академии
| Должность                         | Имя                 |
| Главный тренер Академии           | Вадим Эктов         |
| Главный тренер (МФЛ)              | Дмитрий Кудинов     |
| Тренер (ЮФЛ)                      | Игорь Гладышев      |
| Тренер молодёжной женской команды | Людмила Шестопалова |
| Тренер по физподготовке           | Юрий Разгоняев      |
| Тренер вратарей                   | Руслан Аблаев       |
| Начальник команды                 | Александр Пекшев    |

## Достижения
| Первый дивизион - Серебряный призёр: 1999, 2021/22 - Бронзовый призёр: 1996 Кубок ФНЛ - Победитель: 2017 Второй дивизион - Победитель (3): 1994, 2004, 2014/2015 Кубок России - 1/4 финала: 2011/2012 | Первая лига СССР - Победитель: 1984 - Бронзовый призёр: 1983 Вторая лига СССР - Победитель (2): 1978, 1988 Кубок СССР - 1/2 финала: 1984 |

## Рекорды клуба
- Самая крупная победа: 7:0 («Локомотив» Орёл — 1962 год)
- Самое крупное поражение: 0:6 («Днепр» Днепропетровск — 1985 год)
- Рекорд по забитым мячам за сезон принадлежит Владимиру Муханову, который в сезоне 1979 поразил ворота соперников 31 раз в 46 матчах[66]
- Самая длительная серия без поражений: 31 матч (включая 1 техническую победу) в период с 5 июня 2014 года по 11 июля 2015 года[67].
- Самая длительная серия побед: 18 матчей в 2004 году[68]
- Самая длительная серия поражений: 8 матчей в сезоне 2011/12[69]
- Самой посещаемой командой России (РСФСР) «Факел» становился 4 раза, в сезонах: 1982, 1985, 1999, 2000[34]. В сезоне 1999 в первой лиге «Факел» стал самой посещаемой командой всей Восточной Европы[11]
- Самый посещаемый сезон: 1985, 436 500 человек в 17 домашних играх (в среднем 25 676)[70]
- Самый посещаемый матч второго дивизиона («Факел» — «Арсенал» Тула, 13 500 зрителей)[71]

### Рекордсмены клуба
Рекордсмены клуба по количеству сыгранных матчей в чемпионате и по количеству забитых голов (без учёта кубковых встреч).
| Рекордсмены клуба по количеству сыгранных матчей |       |
| Игрок                                            | Матчи |
| Евгений Щёголев                                  | 474   |
| Оганез Мхитарян                                  | 425   |
| Александр Щёголев                                | 392   |
| Владимир Проскурин                               | 385   |
| Виктор Межов                                     | 340   |
| Владимир Янишевский                              | 323   |
| Александр Бескровный                             | 299   |
| Александр Минаев                                 | 297   |
| Андрей Шашкин                                    | 297   |
| Геннадий Сёмин                                   | 294   |

| Лучшие бомбардиры клуба |      |
| Игрок                   | Голы |
| Владимир Проскурин      | 182  |
| Владимир Янишевский     | 83   |
| Виктор Пимушин          | 79   |
| Геннадий Смирнов        | 72   |
| Владимир Муханов        | 71   |
| Александр Минаев        | 67   |
| Виктор Смотрикин        | 56   |
| Виктор Межов            | 53   |
| Юрий Коротков           | 51   |
| Серафим Андронников     | 51   |

## Главные тренеры
| Годы      | Тренер       |
| --------- | ------------ |
| 1952      | Пискарёв Е.  |
| 1954      | Синяков Д.   |
| 1955      | Щербаков И.  |
| 1956      | Гуляев В.    |
| 1957—1959 | Костылёв А.  |
| 1960—1961 | Зонин Г.     |
| 1961—1963 | Белов В.     |
| 1964      | Сальников С. |
| 1965      | Синяков Д.   |
| 1966—1967 | Коротков Ю.  |
| 1968—1969 | Белов В.     |
| 1970      | Чернышов Б.  |
| 1971      | Васильев В.  |
| 1972—1973 | Синяков Д.   |

| Годы      | Тренер       |
| --------- | ------------ |
| 1974—1977 | Васильев В.  |
| 1978—1980 | Яковлев Б.   |
| 1981      | Проскурин В. |
| 1982—1987 | Марьенко В.  |
| 1987—1988 | Папаев В.    |
| 1989      | Полосин А.   |
| 1990      | Шевченко Л.  |
| 1990—1991 | Савченков С. |
| 1991—1992 | Новиков Ф.   |
| 1992—1993 | Нененко В.   |
| 1993—1998 | Савченков С. |
| 1999—2001 | Нененко В.   |
| 2001      | Аверьянов А. |
| 2002      | Саенко Э.    |

| Годы         | Тренер         |
| ------------ | -------------- |
| 2002         | Гусев П.       |
| 2002—2003    | Савченков С.   |
| 2003         | Малофеев Э.    |
| (и. о.) 2003 | Крестененко С. |
| 2004—2005    | Ирхин А.       |
| 2006         | Нененко В.     |
| 2007         | Крестененко С. |
| 2010—2012    | Сарсания К.    |
| 2012         | Савченков С.   |
| 2013         | Щёголев А.     |
| 2013         | Муханов В.     |
| 2014         | Корешков А.    |
| 2014—2018    | Гусев П.       |
| 2018         | Волгин С.      |

| Годы       | Тренер        |
| ---------- | ------------- |
| 2019       | Пывин И.      |
| 2019       | Булатов С.    |
| 2019       | Оборин С.     |
| 2019—2020  | Бесчастных В. |
| 2020—2022  | Василенко О.  |
| 2022—2023  | Пятибратов Д. |
| 2023       | Евсеев В.     |
| 2023—2024  | Ташуев С.     |
| 2024       | Черевченко И. |
| 2024—2025  | Пятибратов Д. |
| 2025—н. в. | Шалимов И.    |

## Союз ветеранов
В 2023 году создан союз ветеранов «Факела». Подразделение Ассоциации футбольного клуба «Факел» представляет собой первичное добровольное общественное объединение ветеранов. Союз ветеранов объединяет игроков и тренеров, которые в прошлом защищали цвета клуба не менее чем в 50 официальных матчах. Задачи союза ветеранов:
- Поддержание традиций «Факела», преемственности поколений и передача опыта;
- Участие в мероприятиях клуба;
- Пропаганда спорта и здорового образа жизни.

| Должность    | Имя             |
| Руководитель | Оганез Мхитарян |